# Radicondoli
Radicondoli é uma comuna italiana da região da Toscana, província de Siena, com cerca de 978 habitantes. Estende-se por uma área de 132 km², tendo uma densidade populacional de 7 hab/km². Faz fronteira com Casole d'Elsa, Castelnuovo di Val di Cecina (PI), Chiusdino, Montieri (GR), Pomarance (PI).

## Demografia
| Variação demográfica do município entre 1861 e 2011                               |
|                                                                                   |
| Fonte: Istituto Nazionale di Statistica (ISTAT) - Elaboração gráfica da Wikipedia |